# Mistrzostwa Świata w Łyżwiarstwie Szybkim w Wieloboju Kobiet 1939
4. mistrzostwa świata w łyżwiarstwie szybkim w wieloboju kobiet odbyły się w dniach 26–27 lutego 1939 roku w fińskim Tampere. Łyżwiarki startowały na czterech dystansach: 500 m, 1000 m, 3000 m, 5000 m. Zwyciężczynią zostawała zawodniczka, która wygrała trzy z czterech dystansów lub uzyskała najniższą sumę punktów. Mistrzynią świata została Finka – Verné Lesche. Po raz pierwszy do finałów awansowała Polka – Zofia Nehring, która zajęła piątą pozycję.

## Wyniki zawodów
| Poz. | Zawodniczka        | Państwo   | 500 m       | 3000 m     | 1000 m      | 5000 m      | Pkt     |
| ---- | ------------------ | --------- | ----------- | ---------- | ----------- | ----------- | ------- |
|      | Verné Lesche       | Finlandia | 55,7 (3)    | 6.20,3 (1) | 1.55,9 (1)  | 10.27,6 (1) | 239,793 |
|      | Liisa Salmi        | Finlandia | 54,7 (2)    | 7.05,8 (5) | 1.57,4 (2)  | 11.21,4 (4) | 252,507 |
|      | Laura Tamminen     | Finlandia | 57,3 (4)    | 6.43,6 (2) | 2.04,6 (4)  | 10.59,2 (2) | 252,787 |
| 4    | Kaarina Willberg   | Finlandia | 1.02,0 (6)  | 7.13,3 (7) | 2.07,0 (5)  | 11.49,5 (6) | 268,667 |
| 5    | Zofia Nehring      | Polska    | 1.08,8* (8) | 6.57,9 (4) | 2.10,4 (7)  | 11.07,0 (3) | 269,750 |
| 6    | Anna-Lisa Tuominen | Finlandia | 1.06,7* (7) | 7.11,5 (6) | 2.12,9* (8) | 11.38,0 (5) | 274,867 |
| 7    | Toini Nieminen     | Finlandia | 1.00,8 (5)  | 7.51,0 (8) | 2.10,0 (6)  | 12.16,4 (7) | 277,940 |
| DQ   | Gonne Donker       | Holandia  | 54,3 (1)    | 6.43,6 (2) | 1.58,3 (3)  | DQ          | 180,967 |

Legenda:

DQ – dyskwalifikacja

## Medale za dystanse
| Dystans |              |                             |               |
| ------- | ------------ | --------------------------- | ------------- |
| 500 m   | Gonne Donker | Liisa Salmi                 | Verné Lesche  |
| 3000 m  | Verné Lesche | Gonne Donker Laura Tamminen | –             |
| 1000 m  | Verné Lesche | Liisa Salmi                 | Gonne Donker  |
| 5000 m  | Verné Lesche | Laura Tamminen              | Zofia Nehring |